# Parashiinoa bakeri
Parashiinoa bakeri is een eenoogkreeftjessoort uit de familie van de Shiinoidae. De wetenschappelijke naam van de soort is voor het eerst geldig gepubliceerd in 1986 door Cressey & Cressey.